# Абаджян Євгеній Степанович
Євге́ній Степа́нович Абаджя́н (8 липня 2001) — український хокеїст, нападник хокейного клубу «Кременчук» (Кременчук), кандидат у майстри спорту.

## Життєпис
Займатися хокеєм розпочав у харківській СДЮШОР. З 2016 року виховувався і виступав у системі ХК «Галицькі Леви» (Новояворівськ). Згодом виступав за «Динамо» (Харків), «Дніпро» (Херсон) і «Харківські Берсерки».
Студент Харківської державної академії фізичної культури.
У 2025 році на зимовій Універсіаді в Турині (Італія) у складі студентської збірної України з хокею здобув бронзову медаль.